# Рашен-Ривер
Рашен-Ривер (англ. Russian) — річка в штаті Каліфорнія США, довжиною 185 км, що протікає територією штату Каліфорнія та впадає в Тихий океан.

## Назва
В мові Південна помо ця річка згадується як Ашокавна, «східне водне місце» або «вода на сході», і як Бідапте, «велика річка». Найдавніша слов'янська назва річки, Слов'янка, з'являється на карті Російсько-Американської компанії, датованій 1817 роком. У 1827 році іспанці називали її Сан-Ігнасіо, а в 1843 році в іспанській земельній грамоті вона отримала назву Ріо-Гранде.
Свою нинішню назву річка отримала на честь росіянина Івана Кускова з Російсько-Американської компанії, який досліджував річку на початку 19 століття і заснував колонію Форт-Росс за 16 км на північний захід від її гирла. Росіяни назвали цю річку Слов'янкою.
| Річка | Це незавершена стаття про річку. Ви можете допомогти проєкту, виправивши або дописавши її. |